# Медаль «В память Чесменской битвы»
Медаль «В память сожжения при Чесме турецкого флота» — государственная награда Российской империи, которой награждались все нижние чины, морские и сухопутные, участвовавшие в Чесменской битве 24 июня 1770 года.

## Основные сведения
Медаль «В память сожжения при Чесме турецкого флота» была учреждена Екатериной II 23 сентября 1770 года именным указом данным Адмиралтейств-коллегии.

Желая изъявить Монаршее Наше удовольствие находящемуся теперь в Архипелаге Нашему флоту, за оказанную им тамо 24 и 25 прошедшего Июня важную Нам и Отечеству услугу победою и истреблением неприятельского флота, Всемилостивейше повелеваем Мы Нашей Адмиралтейской Коллегии учинить находящимся на оном чинам предписанные Морским Уставом за флаги, за пушки, взятые корабли и прочее награждения, кто какое потому имел случай заслужить; сверх же того жалуем Мы еще всем находившимся на оном во время сего счастливого происшествия, как морским, так и сухопутным нижним чинам серебряные, на сей случай сделанные медали и соизволяем, чтобы они в память того носили их на голубой ленте в петлице.

## Описание медали
Медали были сделаны из серебра, диаметром 39 мм. Всего на Санкт-Петербургском монетном дворе было отчеканено около 5000 медалей. На лицевой стороне медали погрудное изображение императрицы вправо, с ниспадающими на плечи локонами, в короне и мантии, с орденскою лентою через правое плечо. Надпись по окружности: Б • М • ЕКАТЕРИНА • II • IМПЕРАТ • ИСАМОДЕРЖ • ВСЕРОСС• Под изображением: T IВАНОВЪ • По окружности бусы. На оборотной стороне медали на первом плане четыре русских военных корабля, слева вдали видна часть города и надпись: ЧЕСМЕ, правее турецкие корабли, объятые пламенем. Надпись по верху: БЫЛЪ. Под обрезом: ЧЕСМЕ . 1770 . ГОДА IЮЛЯ. 24 Д. Справа над обрезом — Ю . По окружности бусы.

## Порядок ношения
Медаль имела ушко для крепления к ленте, носить медаль следовало в петлице (на груди). Лента медали — Андреевская.

## Изображения медали

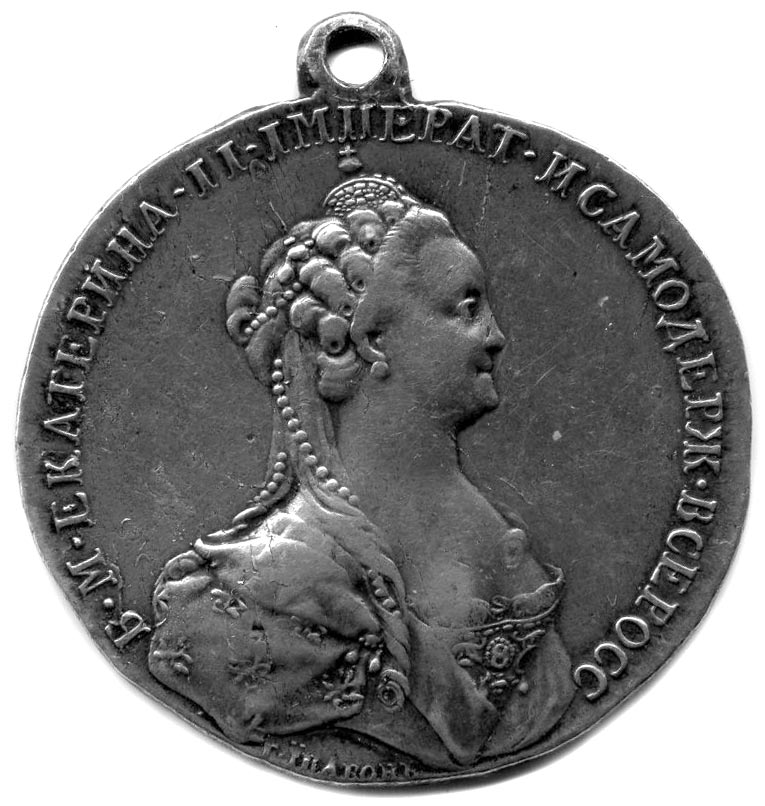
Аверс
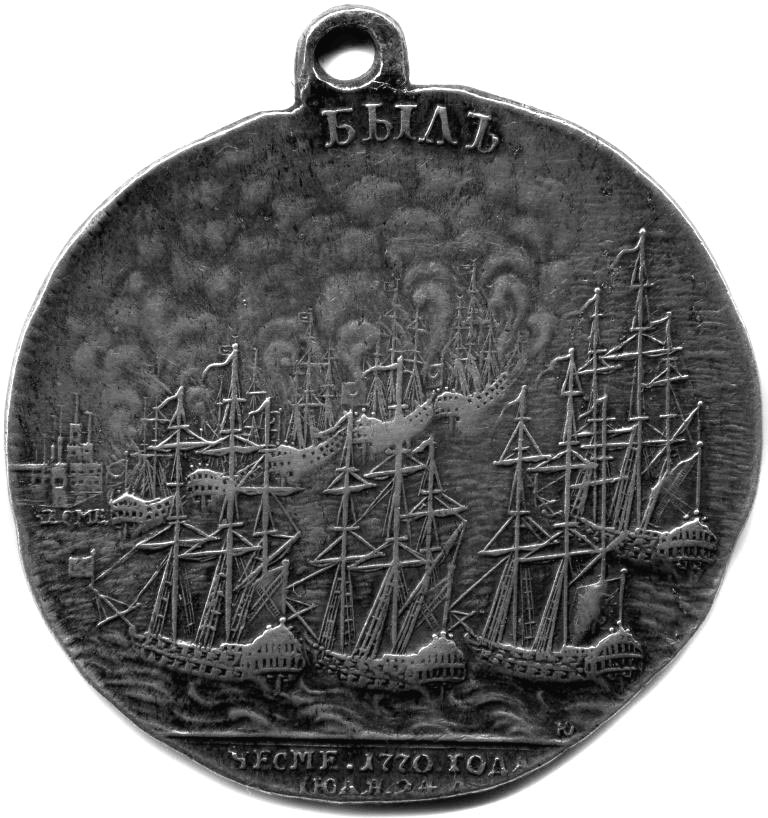
Реверс